# Hofmannova zrasloprašnica
Hofmannova zrasloprašnica (znanstveno ime Symphyandra hofmani, bosansko Bosanska zvončika) je dvoletna, redkeje triletna zelnata rastlina iz družine zvončičevk (Campanulaceae). 
Odkril jo je nemški botanik Otto Sendtner leta 1842 in jo opisal kot S. wanneri. Štiri desetletja kasneje jo je madžarski botanik József Pantocsek (1881) prepoznal kot samostojno vrsto. Rastlina je endemična za osrednje Dinaride in je bosansko-hercegovski endemit.

## Opis
Morfološke značilnosti vrste se lahko razlikujejo glede na okoljske pogoje. Nižje rastline (do 30 cm) z manjšimi cvetovi, vključno s podolgovatimi, ozkimi, temno zelenimi listi, so povezane s pol vlažnimi in sončnimi habitati. Po drugi strani visoke (do 50 cm), robustne rastline z večjimi cvetovi in svetlo zelenimi, jajčastimi listi naseljujejo vlažna in senčna okolja.
Glavna korenina Hofmannove zrasloprašnice je repasto odebeljena. Steblo je pokončno in se začne razvejati že pri korenu.
Listi so razporejeni izmenično, dolgi so med 5 in 10 cm. Pritlični listi so jajčasto-okrogli, na koncu zašiljeni ali zaobljeni in številnejši. Prehajajo v širok, krilat in nazobčan pecelj. Robovi listov so neenakomerno in grobo dvojno nazobčani ali rahlo zarezani. Zgornji listi so sedeči, s suličasto ali elipsoidno obliko.
Cveti julija in avgusta, redkeje septembra. Socvetje je metlasto, v široki ali ozki piramidni obliki, stebla pa povešena. Venec je bel, kasneje postane rumenkasto bel, dolg je med 2,5 in 3,4 mm, širok pa do 2,5 cm. Ima cevasto in zvončasto obliko, s 5 kratkimi koničastimi ali topimi zobci, ki so pokriti z dolgimi resicami. Prašniki so zraščeni v eno cev, zaradi česar je rastlina tudi dobila svoje ime. Semena so rdečkasto rjava, ovalno ploščata, dolga 1,2 mm in široka približno 0,6 mm. Ob zrelosti izpadejo iz trodelne, zvezdasto razporejene lupine.

## Ekologija in razširjenost
Hofmannova zrasloprašnica raste v nižjih hribovitih območjih na nadmorski višini od 140 do 600 metrov, čeprav jo najdemo tudi do višine 900 metrov. Uspeva na različnih geoloških podlagah, kot so apnenec, silikat, gabro, serpentin, malahit in glineni skrilavec. Ta rastlina se pojavlja v širokem spektru okolij: od odprtih rastišč do razpok skal ob kamnitih bregovih rečnih sotesk. Poleg tega uspeva v redkih termofilnih gozdovih jesena in črnega gabra, v svetlih gozdičkih na kamnitih terenih in ob robovih gozdov hrasta in gabra. Hofmannova zrasloprašnica raste tudi na ruševinah nekaterih starih mestnih zidov, kot so v Jajcu in Srebreniku.
Ker je zelo dekorativna, je bila Hofmannova zrasloprašnica v času avstro-ogrske vladavine v Bosni in Hercegovini razširjena v številne evropske botanične vrtove. Nato je bila kultivirana v različnih oblikah, kar je pripomoglo k njeni svetovni razširjenosti.
Hofmannova zrasloprašnica je endemit srednje Bosne, razširjena v okolici srednjih tokov rek  Bosne in Vrbasa.
- Locus classicus: Bosna, pri Banjaluki in Jajcu (Pantoesek, 1881).